# リュボミール・トゥプタ
リュボミール・トゥプタ（Ľubomír Tupta 、1998年3月27日 - ）は、スロバキア・プレショフ出身のプロサッカー選手。フォルトゥナ・リガ・FCスロヴァン・リベレツ所属。ポジションは、フォワード。

## クラブ歴
2017年12月23日、0-4で敗れたアウェーのウディネーゼ戦でプロデビューを果たした。
2020年1月、ヴェローナと2023年までの契約延長に合意した。その後、ヴィスワ・クラクフにローン移籍した。
2020年10月5日、セリエBのアスコリにローンで加入した。
2022年9月1日、デルフィーノ・ペスカーラ1936に移籍した。

## 代表歴
2019年3月、UEFA EURO 2020予選のハンガリー戦とウェールズ戦の2試合に向けて代役のフォワードを探していたスロバキア代表のパヴェル・ハパル監督から初招集を受けた。